# 3174 Алькок
3174 Алькок (1984 UV, 1962 YD, 1969 BB, 1973 YO1, 1975 EO3, 1978 RB1, 1978 TJ3, 1979 YR8, 1980 AH, 1981 GF, 3174 Alcock) — астероїд головного поясу, відкритий 26 жовтня 1984 року.
Тіссеранів параметр щодо Юпітера — 3,185.